# Schefflera multiflora
Schefflera multiflora är en araliaväxtart som beskrevs av Elmer Drew Merrill. Schefflera multiflora ingår i släktet Schefflera och familjen araliaväxter. Inga underarter finns listade.